# Lijst van diplomatieke missies van IJsland

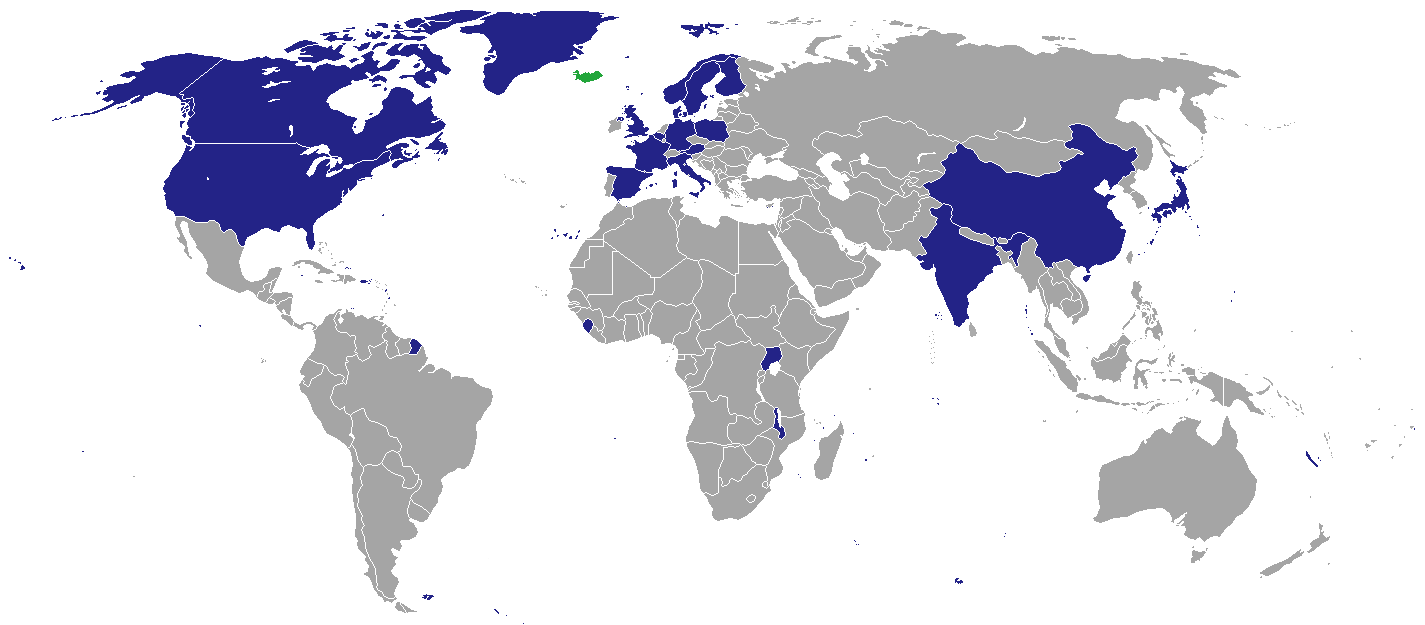
Landen met een IJslandse ambassade

Dit is een lijst van IJslandse diplomatieke missies in het buitenland.
IJsland is in achttien landen diplomatiek vertegenwoordigd met een ambassade (2025). In ruim 70 landen is IJsland vertegenwoordigd door middel van een of meerdere consulaten, welke in vrijwel alle gevallen een lokaal honorair-consul betreft en geen volledige missie is. IJsland heeft verder een aantal permanente vertegenwoordigingen bij intergouvernementele organisaties, zoals de Verenigde Naties in New York en Genève.

## Verdrag van Helsinki
In landen zonder IJslandse vertegenwoordiging kunnen burgers van IJsland hulp zoeken bij de missies van een van de andere Noordse landen, in overeenstemming met het Verdrag van Helsinki.

## IJslandse ambassades en consulaten(-generaal)
In onderstaande tabel staan de ambassades en consulaten per land benoemd (2025), alsmede de datum van het begin van de diplomatieke relatie. In een aantal gevallen vallen (honorair-)consulaten onder de genoemde ambassade in een derde land, maar in de meeste gevallen worden deze diplomatieke relaties vanuit het ministerie van Buitenlandse Zaken in Reykjavik geleid. Landen die niet genoemd staan, hebben geen lokale vertegenwoordiging en worden vanuit het ministerie van Buitenlandse Zaken in Reykjavik bediend.
| Land                   | Begin relatie | Missie                      | Locatie                | Vertegenwoordiger               | Valt onder                      | Link |
| ---------------------- | ------------- | --------------------------- | ---------------------- | ------------------------------- | ------------------------------- | ---- |
| Albanië                | 9 apr 1976    | Consulaat                   | Tirana                 | Honorair-consul                 |                                 | Link |
| Andorra                | 3 aug 1995    | Consulaat                   | Andorra la Vella       | Honorair-consul                 | Amb. in Frankrijk               | Link |
| Argentinië             | 1952          | Consulaat                   | Buenos Aires           | Honorair-consul                 | Amb. in de VS                   | Link |
| Armenië                | 15 mei 1997   | Consulaat                   | Jerevan                | Honorair-consul                 |                                 | Link |
| Australië              | 12 feb 1984   | Consulaat                   | Melbourne              | Honorair-consul-generaal        | Amb. in Denemarken              | Link |
| Australië              | 12 feb 1984   | Consulaat                   | Sydney                 | Honorair-consul                 | Amb. in Denemarken              | Link |
| Bahama's               | 18 maa 1975   | Consulaat                   | Nassau                 | Honorair-consul                 |                                 | Link |
| Bangladesh             | 1978          | Consulaat                   | Dhaka                  | Honorair-consul                 |                                 | Link |
| België                 | 9 nov 1945    | Ambassade                   | Brussel                | Ambassadeur                     |                                 | Link |
| België                 | 9 nov 1945    | Consulaat                   | Embourg                | Honorair-consul                 |                                 | Link |
| België                 | 9 nov 1945    | Consulaat                   | Oostende               | Honorair-consul                 |                                 | Link |
| Brazilië               | 1952          | Consulaat                   | Rio de Janeiro         | Honorair-consul                 | Amb. in de VS                   | Link |
| Brazilië               | 1952          | Consulaat                   | São Paulo              | Honorair-consul                 | Amb. in de VS                   | Link |
| Bulgarije              | 19 nov 1963   | Consulaat                   | Sofia                  | Honorair-consul                 | Amb. in Polen                   | Link |
| Canada                 | 6 jun 1947    | Ambassade                   | Ottawa                 | Ambassadeur                     |                                 | Link |
| Canada                 | 6 jun 1947    | Consulaat                   | Calgary                | Honorair-consul                 |                                 | Link |
| Canada                 | 6 jun 1947    | Consulaat                   | Charlottetown          | Honorair-consul                 |                                 | Link |
| Canada                 | 6 jun 1947    | Consulaat                   | Edmonton               | Honorair-consul                 |                                 | Link |
| Canada                 | 6 jun 1947    | Consulaat                   | Gimli                  | Honorair-consul                 |                                 | Link |
| Canada                 | 6 jun 1947    | Consulaat                   | Halifax                | Honorair-consul                 |                                 | Link |
| Canada                 | 6 jun 1947    | Consulaat                   | Montréal               | Honorair-consul-generaal        |                                 | Link |
| Canada                 | 6 jun 1947    | Consulaat                   | Quebec                 | Honorair-consul                 |                                 | Link |
| Canada                 | 6 jun 1947    | Consulaat                   | Regina                 | Honorair-consul                 |                                 | Link |
| Canada                 | 6 jun 1947    | Consulaat                   | St. John's             | Honorair-consul                 |                                 | Link |
| Canada                 | 6 jun 1947    | Consulaat                   | Toronto                | Honorair-consul-generaal        |                                 | Link |
| Canada                 | 6 jun 1947    | Consulaat                   | Vancouver              | Honorair-consul-generaal        |                                 | Link |
| Canada                 | 6 jun 1947    | C-Generaal                  | Winnipeg               | Consul-generaal                 |                                 | Link |
| Chili                  | 6 nov 1963    | -                           | -                      | -                               | Amb. in VS                      | Link |
| China                  | 14 dec 1971   | Ambassade                   | Peking                 | Ambassadeur                     |                                 | Link |
| China                  | 14 dec 1971   | Consulaat                   | Hongkong               | Honorair-consul                 |                                 | Link |
| Colombia               | 15 sep 1981   | Consulaat                   | Bogota                 | Honorair-consul                 |                                 | Link |
| Costa Rica             | 10 jan 1997   | Consulaat                   | San José               | Honorair-consul                 | Amb. in Canada                  | Link |
| Cuba                   | 1956          | -                           | -                      | Vanuit Permanente Missie bij VN | Vanuit Permanente Missie bij VN | Link |
| Cyprus                 | 4 sep 1979    | Consulaat                   | Nicosia                | Honorair-consul                 | Amb. in Zweden                  | Link |
| Denemarken             | 1 dec 1918    | Ambassade                   | Kopenhagen             | Ambassadeur                     |                                 | Link |
| Denemarken             | 1 dec 1918    | Consulaat                   | Aalborg                | Honorair-consul                 |                                 | Link |
| Denemarken             | 1 dec 1918    | Consulaat                   | Aarhus                 | Honorair-consul                 |                                 | Link |
| Denemarken             | 1 dec 1918    | Consulaat                   | Esbjerg                | Honorair-consul                 |                                 | Link |
| Denemarken             | 1 dec 1918    | Consulaat                   | Herning                | Honorair-consul                 |                                 | Link |
| Denemarken             | 1 dec 1918    | Consulaat                   | Horsens                | Honorair-consul                 |                                 | Link |
| Denemarken             | 1 dec 1918    | Consulaat                   | Odense                 | Honorair-consul                 |                                 | Link |
| Denemarken             | 1 dec 1918    | Consulaat                   | Rønne                  | Honorair-consul                 |                                 | Link |
| Denemarken             | 1 dec 1918    | Consulaat                   | Sønderborg             | Honorair-consul                 |                                 | Link |
| Denemarken             | 1 dec 1918    | Consulaat                   | Thisted                | Honorair-consul                 |                                 | Link |
| Djibouti               | 19 jul 2005   | Consulaat                   | Djibouti               | Honorair-consul                 |                                 | Link |
| Dominicaanse Republiek | 23 jun 2003   | Consulaat                   | Santo Domingo          | Honorair-consul                 | Permanante Missie bij VN        | Link |
| Duitsland              | 10 jul 1952   | Ambassade                   | Berlijn                | Ambassadeur                     |                                 | Link |
| Duitsland              | 10 jul 1952   | Consulaat                   | Bremerhaven            | Honorair-consul                 |                                 | Link |
| Duitsland              | 10 jul 1952   | Consulaat                   | Cuxhaven               | Honorair-consul                 |                                 | Link |
| Duitsland              | 10 jul 1952   | Consulaat                   | Frankfurt am Main      | Honorair-consul                 |                                 | Link |
| Duitsland              | 10 jul 1952   | Consulaat                   | Keulen                 | Honorair-consul                 |                                 | Link |
| Duitsland              | 10 jul 1952   | Consulaat                   | München                | Honorair-consul                 |                                 | Link |
| Duitsland              | 10 jul 1952   | Consulaat                   | Stuttgart              | Honorair-consul                 |                                 | Link |
| Ecuador                | 11 dec 2003   | Consulaat                   | Quito                  | Honorair-consul                 |                                 | Link |
| Estland                | 26 aug 1991   | Consulaat                   | Tallinn                | Honorair-consul                 | Amb. in Finland                 | Link |
| Faeröer                | 1 dec 1918    | C-Generaal                  | Tórshavn               | Consul-generaal                 | Amb. in Denemarken              | Link |
| Filipijnen             | 24 feb 1999   | Consulaat                   | Manilla                | Honorair-consul                 | Amb. in Japan                   | Link |
| Finland                | 15 aug 1947   | Ambassade                   | Helsinki               | Ambassadeur                     |                                 | Link |
| Finland                | 15 aug 1947   | Consulaat                   | Mariehamn, Åland       | Honorair-consul                 |                                 | Link |
| Finland                | 15 aug 1947   | Consulaat                   | Oulu                   | Honorair-consul                 |                                 | Link |
| Finland                | 15 aug 1947   | Consulaat                   | Rovaniemi              | Honorair-consul                 |                                 | Link |
| Finland                | 15 aug 1947   | Consulaat                   | Turku                  | Honorair-consul                 |                                 | Link |
| Finland                | 15 aug 1947   | Consulaat                   | Vaasa                  | Honorair-consul                 |                                 | Link |
| Frankrijk              | 18 nov 1945   | Ambassade                   | Parijs                 | Ambassadeur                     |                                 | Link |
| Frankrijk              | 18 nov 1945   | Consulaat                   | Bordeaux               | Honorair-consul                 |                                 | Link |
| Frankrijk              | 18 nov 1945   | Consulaat                   | Boulogne-sur-Mer       | Honorair-consul                 |                                 | Link |
| Frankrijk              | 18 nov 1945   | Consulaat                   | Caen                   | Honorair-consul                 |                                 | Link |
| Frankrijk              | 18 nov 1945   | Consulaat                   | Lyon                   | Honorair-consul                 |                                 | Link |
| Frankrijk              | 18 nov 1945   | Consulaat                   | Marseille              | Honorair-consul                 |                                 | Link |
| Frankrijk              | 18 nov 1945   | Consulaat                   | Nice                   | Honorair-consul                 |                                 | Link |
| Frankrijk              | 18 nov 1945   | Consulaat                   | Straatsburg            | Honorair-consul                 |                                 | Link |
| Georgië                | 21 sep 1992   | Consulaat                   | Tbilisi                | Honorair-consul                 |                                 | Link |
| Ghana                  | 1977          | Consulaat                   | Accra                  | Honorair-consul                 |                                 | Link |
| Griekenland            | 6 jun 1958    | Consulaat                   | Athene                 | Honorair-consul                 |                                 | Link |
| Groenland              | 1 dec 1918    | C-Generaal                  | Nuuk                   | Consul-generaal                 | Amb. in Denemarken              | Link |
| Guatemala              | 5 aug 1993    | Consulaat                   | Guatemala-Stad         | Honorair-consul                 |                                 | Link |
| Honduras               | 15 sep 2004   | Consulaat                   | Tegucigalpa            | Honorair-consul                 |                                 | Link |
| Hongarije              | 1 jul 1955    | Consulaat                   | Boedapest              | Honorair-consul-generaal        | Amb. in Oostenrijk              | Link |
| Ierland                | 11 maa 1948   | -                           | -                      | -                               | Amb. in VK                      | Link |
| India                  | 11 mei 1972   | Ambassade                   | New Delhi              | Ambassadeur                     |                                 | Link |
| India                  | 11 mei 1972   | Consulaat                   | Calcutta               | Honorair-consul-generaal        |                                 | Link |
| India                  | 11 mei 1972   | Consulaat                   | Chennai                | Honorair-consul-generaal        |                                 | Link |
| India                  | 11 mei 1972   | Consulaat                   | Mumbai                 | Honorair-consul-generaal        |                                 | Link |
| Indonesië              | 13 jun 1983   | Consulaat                   | Jakarta                | Honorair-consul                 | Amb. in Japan                   | Link |
| Israël                 | 1950          | Consulaat                   | Tel Aviv               | Honorair-consul-generaal        |                                 | Link |
| Italië                 | 15 aug 1945   | Consulaat                   | Rome                   | Honorair-consul-generaal        | Amb. in Frankrijk               | Link |
| Italië                 | 15 aug 1945   | Consulaat                   | Genua                  | Honorair-consul-generaal        | Amb. in Frankrijk               | Link |
| Italië                 | 15 aug 1945   | Consulaat                   | Messina                | Honorair-consul-generaal        | Amb. in Frankrijk               | Link |
| Italië                 | 15 aug 1945   | Consulaat                   | Milaan                 | Honorair-consul-generaal        | Amb. in Frankrijk               | Link |
| Italië                 | 15 aug 1945   | Consulaat                   | Napels                 | Honorair-consul                 | Amb. in Frankrijk               | Link |
| Jamaica                | 24 mei 2000   | Consulaat                   | Kingston               | Honorair-consul                 |                                 | Link |
| Japan                  | 8 dec 1956    | Ambassade                   | Tokio                  | Ambassadeur                     |                                 | Link |
| Japan                  | 8 dec 1956    | Consulaat                   | Kyoto                  | Honorair-consul                 |                                 | Link |
| Jemen                  | 20 jul 1983   | Consulaat                   | Sanaa                  | Honorair-consul                 |                                 | Link |
| Kaapverdië             | 20 jul 1977   | Consulaat                   | Isla do Sal            | Honorair-consul                 |                                 | Link |
| Kazachstan             | 14 mei 2004   | Consulaat                   | Astana                 | Honorair-consul                 |                                 | Link |
| Kenia                  | 30 okt 1973   | Consulaat                   | Nairobi                | Honorair-consul                 |                                 | Link |
| Kirgizië               | 2001          | Consulaat                   | Bisjkek                | Honorair-consul                 |                                 | Link |
| Kroatië                | 30 jun 1992   | Consulaat                   | Zagreb                 | Honorair-consul                 | Amb. in Oostenrijk              | Link |
| Laos                   | 2 sep 2004    | Consulaat                   | Vientiane              | Honorair-consul                 |                                 | Link |
| Letland                | 26 aug 1991   | Consulaat                   | Riga                   | Honorair-consul                 | Amb in Finland                  | Link |
| Libanon                | 28 maa 1973   | Consulaat                   | Beiroet                | Honorair-consul-generaal        | Amb. in Frankrijk               | Link |
| Liechtenstein          | 1992          | -                           | -                      | -                               | Amb. in Zwitserland             | Link |
| Litouwen               | 26 aug 1991   | Consulaat                   | Vilnius                | Honorair-consul                 | Amb. in Finland                 | Link |
| Luxemburg              | 30 jul 1962   | Consulaat                   | Bridel                 | Honorair-consul-generaal        | Amb. in België                  | Link |
| Malawi                 | 14 aug 1998   | Ambassade                   | Lilongwe               | Ambassadeur                     |                                 | Link |
| Malediven              | 30 jan 1990   | Consulaat                   | Malé                   | Honorair-consul                 |                                 | Link |
| Maleisië               | 1999          | Consulaat                   | Kuala Lumpur           | Honorair-consul-generaal        |                                 | Link |
| Malta                  | 3 jul 1998    | Consulaat                   | Valletta               | Honorair-consul-generaal        | Amb. in het VK                  | Link |
| Marokko                | 24 sep 1985   | Consulaat                   | Casablanca             | Honorair-consul                 |                                 | Link |
| Marokko                | 24 sep 1985   | Consulaat                   | Tanger                 | Honorair-consul                 |                                 | Link |
| Mauritius              | 15 dec 2003   | Consulaat                   | Port Louis             | Honorair-consul                 |                                 | Link |
| Mexico                 | 24 maa 1964   | Consulaat                   | Mexico-Stad            | Honorair-consul                 | Amb. in de VS                   | Link |
| Mexico                 | 24 maa 1964   | Consulaat                   | Campeche               | Honorair-consul                 | Amb. in de VS                   | Link |
| Moldavië               | 1 jun 1994    | Consulaat                   | Cricova                | Honorair-consul                 |                                 | Link |
| Monaco                 | 5 mei 2014    | Consulaat                   | Monaco                 | Honorair-consul                 | Amb. in Frankrijk               | Link |
| Mongolië               | 4 jun 1974    | Consulaat                   | Ulaanbaatar            | Honorair-consul                 | Amb. in China                   | Link |
| Mozambique             | 5 maa 1997    | Consulaat                   | Maputo                 | Honorair-consul                 |                                 | Link |
| Namibië                | 10 dec 1990   | Consulaat                   | Windhoek               | Honorair-consul                 |                                 | Link |
| Nederland              | 9 jan 1946    | Consulaat                   | Amsterdam              | Honorair-consul                 | Amb. in België                  | Link |
| Nederland              | 9 jan 1946    | Consulaat                   | Rotterdam              | Honorair-consul                 | Amb. in België                  | Link |
| Nederland              | 9 jan 1946    | Consulaat                   | Wolvega                | Honorair-consul                 | Amb. in België                  | Link |
| Nepal                  | 25 mei 1981   | -                           | -                      | -                               | Amb. in India                   | Link |
| Nicaragua              | 16 dec 1982   | Consulaat                   | Managua                | Honorair-consul                 |                                 | Link |
| Nieuw-Zeeland          | 21 okt 1988   | Consulaat                   | Auckland               | Honorair-consul                 | Amb. in Zweden                  | Link |
| Nieuw-Zeeland          | 21 okt 1988   | Consulaat                   | Nelson                 | Honorair-consul                 | Amb. in Zweden                  | Link |
| Nigeria                | 3 nov 1970    | Consulaat                   | Lagos                  | Honorair-consul                 |                                 | Link |
| Noord-Macedonië        | 29 dec 1993   | Consulaat                   | Skopje                 | Honorair-consul                 |                                 | Link |
| Noorwegen              | 29 aug 1940   | Ambassade                   | Oslo                   | Ambassadeur                     |                                 | Link |
| Noorwegen              | 29 aug 1940   | Consulaat                   | Ålesund                | Honorair-consul                 |                                 | Link |
| Noorwegen              | 29 aug 1940   | Consulaat                   | Bergen                 | Honorair-consul                 |                                 | Link |
| Noorwegen              | 29 aug 1940   | Consulaat                   | Bodø                   | Honorair-consul                 |                                 | Link |
| Noorwegen              | 29 aug 1940   | Consulaat                   | Haugesund              | Honorair-consul                 |                                 | Link |
| Noorwegen              | 29 aug 1940   | Consulaat                   | Kristiansand           | Honorair-consul                 |                                 | Link |
| Noorwegen              | 29 aug 1940   | Consulaat                   | Stavanger              | Honorair-consul                 |                                 | Link |
| Noorwegen              | 29 aug 1940   | Consulaat                   | Tromsø                 | Honorair-consul                 |                                 | Link |
| Noorwegen              | 29 aug 1940   | Consulaat                   | Trondheim              | Honorair-consul                 |                                 | Link |
| Oeganda                | 2000          | Ambassade                   | Kampala                | Ambassadeur                     |                                 | Link |
| Oekraïne               | 30 maa 1992   | Consulaat                   | Kiev                   | Honorair-consul                 | Amb. in Polen                   | Link |
| Oman                   | 26 feb 1992   | Consulaat                   | Muscat                 | Honorair-consul                 |                                 | Link |
| Oostenrijk             | 20 jul 1964   | Ambassade                   | Wenen                  | Ambassadeur                     |                                 | Link |
| Oostenrijk             | 20 jul 1964   | Consulaat                   | Salzburg               | Honorair-consul                 |                                 | Link |
| Oost-Timor             | 4 dec 2003    | -                           | -                      | -                               | Amb. in Japan                   | Link |
| Pakistan               | 1976          | Consulaat                   | Islamabad              | Honorair-consul                 | Amb. in Noorwegen               | Link |
| Pakistan               | 1976          | Consulaat                   | Karachi                | Honorair-consul                 | Amb. in Noorwegen               | Link |
| Panama                 | 4 jun 1999    | Consulaat                   | Panama-Stad            | Honorair-consul                 |                                 | Link |
| Papoea-Nieuw-Guinea    | 12 aug 2004   | Consulaat                   | Port Moresby           | Honorair-consul                 |                                 | Link |
| Paraguay               | 17 maa 2004   | Consulaat                   | Asuncion               | Honorair-consul                 |                                 | Link |
| Peru                   | 14 nov 1967   | Consulaat                   | Lima                   | Honorair-consul                 |                                 | Link |
| Polen                  | 14 jan 1946   | Ambassade                   | Warschau               | Ambassadeur                     |                                 | Link |
| Polen                  | 14 jan 1946   | Consulaat                   | Krakau                 | Honorair-consul                 |                                 | Link |
| Portugal               | 23 jan 1948   | Consulaat                   | Lissabon               | Honorair-consul                 | Amb. in Frankrijk               | Link |
| Portugal               | 23 jan 1948   | Consulaat                   | Aveiro                 | Honorair-consul                 | Amb. in Frankrijk               | Link |
| Roemenië               | 18 mei 1956   | Consulaat                   | Boekarest              | Honorair-consul                 | Amb. in Polen                   | Link |
| Rusland                | 4 okt 1943    | Ambassade                   | Moskou                 | -                               |                                 | Link |
| Rusland                | 4 okt 1943    | Consulaat                   | Sint-Petersburg        | Honorair-consul                 |                                 | Link |
| Rwanda                 | 12 mei 2004   | Consulaat                   | Kigali                 | Honorair-consul                 |                                 | Link |
| San Marino             | 29 sep 1978   | -                           | -                      | -                               | Amb. in België                  | Link |
| Seychellen             | 8 nov 1990    | Consulaat                   | Victoria               | Honorair-consul                 |                                 | Link |
| Sierra Leone           | 13 nov 2006   | Ambassade                   | Freetown               | Ambassadeur                     |                                 | Link |
| Singapore              | 4 mei 1999    | Consulaat                   | Singapore              | Honorair-consul                 | Amb. in Japan                   | Link |
| Slovenië               | 24 feb 1992   | Consulaat                   | Ljubljana              | Honorair-consul                 | Amb. in Oostenrijk              | Link |
| Slowakije              | 27 feb 1946   | Consulaat                   | Bratislava             | Honorair-consul                 | Amb. in Oostenrijk              | Link |
| Slowakije              | 27 feb 1946   | Consulaat                   | Martin                 | Honorair-consul                 | Amb. in Oostenrijk              | Link |
| Spanje                 | 20 sep 1949   | Consulaat                   | Madrid                 | Consul-generaal                 | Amb. in Frankrijk               | Link |
| Spanje                 | 20 sep 1949   | Consulaat                   | Barcelona              | Honorair-consul                 | Amb. in Frankrijk               | Link |
| Spanje                 | 20 sep 1949   | Consulaat                   | Benidorm               | Honorair-consul                 | Amb. in Frankrijk               | Link |
| Spanje                 | 20 sep 1949   | Consulaat                   | Bilbao                 | Honorair-consul                 | Amb. in Frankrijk               | Link |
| Spanje                 | 20 sep 1949   | Consulaat                   | Las Palmas             | Honorair-consul                 | Amb. in Frankrijk               | Link |
| Spanje                 | 20 sep 1949   | Consulaat                   | Málaga                 | Honorair-consul                 | Amb. in Frankrijk               | Link |
| Spanje                 | 20 sep 1949   | Consulaat                   | Orihuela               | Honorair-consul                 | Amb. in Frankrijk               | Link |
| Spanje                 | 20 sep 1949   | Consulaat                   | Palma                  | Honorair-consul                 | Amb. in Frankrijk               | Link |
| Spanje                 | 20 sep 1949   | Consulaat                   | Sevilla                | Honorair-consul                 | Amb. in Frankrijk               | Link |
| Spanje                 | 20 sep 1949   | Consulaat                   | Valencia               | Honorair-consul                 | Amb. in Frankrijk               | Link |
| Spanje                 | 20 sep 1949   | Consulaat                   | Vigo                   | Honorair-consul                 | Amb. in Frankrijk               | Link |
| Sri Lanka              | 23 dec 1998   | Consulaat                   | Colombo                | Honorair-consul                 | Amb. in India                   | Link |
| Syrië                  | 6 mei 2004    | Consulaat                   | Damascus               | Honorair-consul                 |                                 | Link |
| Thailand               | 18 jun 1975   | Consulaat                   | Bangkok                | Honorair-consul-generaal        | Amb. in China                   | Link |
| Tsjechië               | 27 feb 1946   | Consulaat                   | Praag                  | Honorair-consul                 | Amb. in Duitsland               | Link |
| Tunesië                | 14 mei 1970   | Consulaat                   | Tunis                  | Honorair-consul-generaal        |                                 | Link |
| Turkije                | 25 nov 1957   | Consulaat                   | Ankara                 | Honorair-consul-generaal        | Amb. in Denemarken              | Link |
| Turkije                | 25 nov 1957   | Consulaat                   | Antalya                | Honorair-consul                 | Amb. in Denemarken              | Link |
| Turkije                | 25 nov 1957   | Consulaat                   | Istanbul               | Honorair-consul-generaal        | Amb. in Denemarken              | Link |
| Turkije                | 25 nov 1957   | Consulaat                   | İzmir                  | Honorair-consul                 | Amb. in Denemarken              | Link |
| Uruguay                | 18 jun 1991   | Consulaat                   | Montevideo             | Honorair-consul                 |                                 | Link |
| Vaticaanstad           | 12 okt 1976   | -                           | -                      | -                               | Amb. in Zwitserland             | Link |
| Venezuela              | 15 jan 1981   | Consulaat                   | Caracas                | Honorair-consul-generaal        |                                 | Link |
| Verenigd Koninkrijk    | 8 mei 1940    | Ambassade                   | Londen                 | Ambassadeur                     |                                 | Link |
| Verenigd Koninkrijk    | 8 mei 1940    | Consulaat                   | Aberdeen               | Honorair-consul                 |                                 | Link |
| Verenigd Koninkrijk    | 8 mei 1940    | Consulaat                   | Belfast                | Honorair-consul                 |                                 | Link |
| Verenigd Koninkrijk    | 8 mei 1940    | Consulaat                   | Cardiff                | Honorair-consul                 |                                 | Link |
| Verenigd Koninkrijk    | 8 mei 1940    | Consulaat                   | Dover                  | Honorair-consul                 |                                 | Link |
| Verenigd Koninkrijk    | 8 mei 1940    | Consulaat                   | Edinburgh              | Honorair-consul                 |                                 | Link |
| Verenigd Koninkrijk    | 8 mei 1940    | Consulaat                   | Gibraltar              | Honorair-consul                 |                                 | Link |
| Verenigd Koninkrijk    | 8 mei 1940    | Consulaat                   | Glasgow                | Honorair-consul                 |                                 | Link |
| Verenigd Koninkrijk    | 8 mei 1940    | Consulaat                   | Grimsby                | Honorair-consul                 |                                 | Link |
| Verenigd Koninkrijk    | 8 mei 1940    | Consulaat                   | Hull                   | Honorair-consul                 |                                 | Link |
| Verenigd Koninkrijk    | 8 mei 1940    | Consulaat                   | Ormskirk (Liverpool)   | Honorair-consul                 |                                 | Link |
| Verenigd Koninkrijk    | 8 mei 1940    | Consulaat                   | Prestwich (Manchester) | Honorair-consul                 |                                 | Link |
| Verenigd Koninkrijk    | 8 mei 1940    | Consulaat                   | Newcastle upon Tyne    | Honorair-consul                 |                                 | Link |
| Verenigde Staten       | 1 jul 1941    | Ambassade                   | Washington D.C.        | Ambassadeur                     |                                 | Link |
| Verenigde Staten       | 1 jul 1941    | Consulaat                   | Anchorage              | Honorair-consul                 |                                 | Link |
| Verenigde Staten       | 1 jul 1941    | Consulaat                   | Atlanta                | Honorair-consul                 |                                 | Link |
| Verenigde Staten       | 1 jul 1941    | Consulaat                   | Chicago                | Honorair-consul                 |                                 | Link |
| Verenigde Staten       | 1 jul 1941    | Consulaat                   | Dallas                 | Honorair-consul                 |                                 | Link |
| Verenigde Staten       | 1 jul 1941    | Consulaat                   | Denver                 | Honorair-consul                 |                                 | Link |
| Verenigde Staten       | 1 jul 1941    | Consulaat                   | Detroit                | Honorair-consul                 |                                 | Link |
| Verenigde Staten       | 1 jul 1941    | Consulaat                   | Houston                | Honorair-consul                 |                                 | Link |
| Verenigde Staten       | 1 jul 1941    | Consulaat                   | Kansas City            | Honorair-consul                 |                                 | Link |
| Verenigde Staten       | 1 jul 1941    | Consulaat                   | Los Angeles            | Honorair-consul                 |                                 | Link |
| Verenigde Staten       | 1 jul 1941    | Consulaat                   | Miami                  | Honorair-consul                 |                                 | Link |
| Verenigde Staten       | 1 jul 1941    | Consulaat                   | New Orleans            | Honorair-consul                 |                                 | Link |
| Verenigde Staten       | 1 jul 1941    | Consulaat                   | Orlando                | Honorair-consul                 |                                 | Link |
| Verenigde Staten       | 1 jul 1941    | Consulaat                   | Phoenix                | Honorair-consul                 |                                 | Link |
| Verenigde Staten       | 1 jul 1941    | Consulaat                   | Portland               | Honorair-consul                 |                                 | Link |
| Verenigde Staten       | 1 jul 1941    | Consulaat                   | Puerto Rico            | Honorair-consul                 |                                 | Link |
| Verenigde Staten       | 1 jul 1941    | Consulaat                   | Saint Paul             | Honorair-consul                 |                                 | Link |
| Verenigde Staten       | 1 jul 1941    | Consulaat                   | San Francisco          | Honorair-consul                 |                                 | Link |
| Verenigde Staten       | 1 jul 1941    | Consulaat                   | Youngstown             | Honorair-consul                 |                                 | Link |
| Verenigde Staten       | 1 jul 1941    | Permamente Missie bij de VN | New York               | Permanent Vertegenwoordiger     |                                 | Link |
| Vietnam                | 5 aug 1973    | Consulaat                   | Hanoi                  | Honorair-consul                 | Amb. in China                   | Link |
| Vietnam                | 5 aug 1973    | Consulaat                   | Ho Chi Minhstad        | Honorair-consul                 | Amb. in China                   | Link |
| Wit-Rusland            | 25 mei 2001   | Consulaat                   | Minsk                  | Honorair-consul                 |                                 | Link |
| Zambia                 | 23 jul 2004   | Consulaat                   | Lusaka                 | Honorair-consul                 |                                 | Link |
| Zuid-Afrika            | 31 mei 1994   | Consulaat                   | Pretoria               | Honorair-consul                 |                                 | Link |
| Zuid-Afrika            | 31 mei 1994   | Consulaat                   | Durban                 | Honorair-consul                 |                                 | Link |
| Zuid-Afrika            | 31 mei 1994   | Consulaat                   | Kaapstad               | Honorair-consul                 |                                 | Link |
| Zuid-Korea             | 10 okt 1962   | Consulaat                   | Seoel                  | Honorair-consul                 | Amb. in Japan                   | Link |
| Zweden                 | 27 jul 1940   | Ambassade                   | Stockholm              | Ambassadeur                     |                                 | Link |
| Zweden                 | 27 jul 1940   | Consulaat                   | Göteborg               | Honorair-consul-generaal        |                                 | Link |
| Zweden                 | 27 jul 1940   | Consulaat                   | Karlstad               | Honorair-consul                 |                                 | Link |
| Zweden                 | 27 jul 1940   | Consulaat                   | Malmö                  | Honorair-consul                 |                                 | Link |
| Zwitserland            | 15 jul 1947   | Ambassade                   | Genève                 | Ambassadeur                     |                                 | Link |
| Zwitserland            | 15 jul 1947   | Consulaat                   | Bern                   | Honorair-consul                 |                                 | Link |
| Zwitserland            | 15 jul 1947   | C-Generaal                  | Zürich                 | Honorair-consul-generaal        |                                 | Link |

## IJslandse permanente vertegenwoordigingen
| Organisatie                         | Locatie     |
| ----------------------------------- | ----------- |
| Europese Unie                       | Brussel     |
| NAVO                                | Brussel     |
| OESO                                | Parijs      |
| OVSE                                | Wenen       |
| Raad van Europa                     | Straatsburg |
| UNESCO                              | Parijs      |
| Verenigde Naties                    | New York    |
| Verenigde Naties (FAO, WFP en IFAD) | Rome        |
| Verenigde Naties en IAEA            | Wenen       |
| Verenigde Naties en WTO             | Genève      |